# Bunny Lake är försvunnen
Bunny Lake är försvunnen är en brittisk mysteriefilm från 1965 i regi av Otto Preminger.

## Handling
Ann Lakes dotter Bunny har haft sin första skoldag. När Ann ska hämta henne är hon försvunnen. Ingen verkar ha någon information om henne, och polisen kan inte hitta några spår om att hon överhuvudtaget skulle existera. Inte ens Anns egen bror går med på att Bunny skulle ha funnits. Frågan är om Bunny bara existerat i Anns fantasi?

## Rollista
- Laurence Olivier - Newhouse
- Carol Lynley - Ann Lake
- Keir Dullea - Steven Lake
- Martita Hunt - Ada Ford
- Anna Massey - Elvira
- Clive Revill - Andrews
- Finlay Currie - dockmakare
- Lucie Mannheim - kokerska
- The Zombies - The Zombies, popgrupp
- Noël Coward - Wilson
- Adrienne Corri - Dorothy
- Megs Jenkins - systern